# Cremastocheilus hirsutus
Cremastocheilus hirsutus är en skalbaggsart som beskrevs av Van Dyke 1918. Cremastocheilus hirsutus ingår i släktet Cremastocheilus och familjen Cetoniidae. Inga underarter finns listade i Catalogue of Life.